# Fred Plaut
Friedrich „Fred“ Max Plaut (* 12. Mai 1907 in München; † Juni 1985 in New York) war ein deutsch-amerikanischer Toningenieur und Fotograf. Seine exzellenten Aufnahmen mit Musikern wie Leonard Bernstein, dem Modern Jazz Quartet, Dave Brubeck, Miles Davis, Glenn Gould, Wladimir Horowitz und Barbra Streisand zählen heute vielfach zu den Klassikern.

## Leben
Seine Eltern waren Sigmund Plaut (1864–1914), Bankdirektor und Ingenieur in München, und dessen Frau Gisela Plaut geb. Weinberger (1878–1942). Aufgrund ihrer jüdischen Herkunft wurde sie 1942 nach Piaski deportiert und dort im selben Jahr ermordet.
Fred Plaut absolvierte an der Technischen Universität München ein Studium als Toningenieur. In den Jahren von 1933 bis 1940 lebte er in Paris, wo er ein eigenes Tonstudio betrieb. Daneben arbeitete er für Polydor.
Am 24. September 1938 heiratete er in Paris Rose Kanter, eine aus Polen stammende Sopranistin, die in Frankreich Gesang studierte. Rose Plaut trat in Frankreich, England, Belgien, den Niederlanden und Italien auf und war eine enge Freundin von Francis Poulenc, der ihr einige seiner Lieder widmete und bis zu seinem Tod 1963 eine rege Korrespondenz mit ihr führte.
Im Januar 1940 emigrierte Fred Plaut in die USA und begann im April desselben Jahres seine Karriere als Toningenieur bei Columbia Records in New York City. Er war dort bis 1972 angestellt, zuletzt als Chefingenieur des Labels.
Im Juni 1940, mit Beginn der deutschen Besetzung von Paris, kam auch Rose Plaut in die USA. Sie setzte ihre Gesangskarriere nun unter dem Namen Rose Dercourt fort; im April 1944 gab sie ihr amerikanisches Debüt in der New Yorker Town Hall.
Für Columbia nahm Plaut zahlreiche Jazz-LPs auf, war aber auch ein überaus gefragter Toningenieur für Aufnahmen klassischer Musik. Er nahm die Mehrzahl der Columbia Masterworks auf und betreute viele Aufnahmen mit den führenden Orchestern von Philadelphia, Cleveland, Chicago, Minneapolis, Louisville und New York, aber auch Alben mit Musik von Broadway-Shows, mit Opern und dramatischen Stücken, sowohl für Columbia als auch für andere Labels. Desgleichen zeichnete er zahlreiche Kammermusik- und Solo-Performances auf.
Seine Arbeit fand in der Regel in den Columbia-Aufnahmestudios statt, insbesondere im legendären CBS 30th Street Studio, aber auch vor Ort bei Veranstaltungen wie dem Newport Jazz Festival und dem Marlboro Festival.
Während seiner Zeit bei Columbia Records gab Plaut Kurse in The Art of Recording für die Manhattan School of Music. Nach seinem Rückzug von Columbia im Jahre 1972 trat er als Berater und Senior Recording Engineer in den Stab der Yale School of Music ein und begann 1977, dort Unterricht zu erteilen. 1975 lehrte er außerdem „Musik in modernen Medien“ an der Columbia University.

## Berühmte Alben
Fred Plaut nahm für Columbia zahlreiche berühmte Alben auf, darunter
- Bach: The Goldberg Variations mit Glenn Gould (1955),
- Billie Holiday, Lady in Satin (1958),
- Kind of Blue von Miles Davis (1959),
- Sketches of Spain von Miles Davis und Gil Evans (1959/60),
- Time Out von Dave Brubeck (1959) mit dem Hit Take Five,
- Mingus Ah Um von Charles Mingus (1959),
- Mingus Dynasty von Charles Mingus (1959),
- Classical Barbra von Barbra Streisand (1976).

## Tätigkeit als Fotograf
Durch seine Arbeit als Tontechniker bei Columbia Records hatte Plaut häufig Gelegenheit, berühmte Künstler zu fotografieren. Daneben gaben er und seine Frau in ihrem großzügig geführten New Yorker Haus oft Partys, zu denen ebenfalls zahlreiche namhafte Gäste erschienen.
Das Ergebnis sind tausende ungestellte Porträts von großen Dirigenten, Orchestern, Solisten, Kammermusikern, Pop- und Jazzmusikern sowie Schauspielern und Schriftstellern. Zu den von Plaut Porträtierten gehören George Balanchine, Samuel Barber, Leonard Bernstein, das Budapester Streichquartett, Pablo Casals, Aaron Copland, Zino Francescatti, Glenn Gould, Mieczysław Horszowski, das Juilliard String Quartet, Dimitri Mitropoulos, Eugene Ormandy, Vittorio Rieti, Richard Rodgers, Ned Rorem, Henri Sauguet, Alexander Schneider, Rudolf Serkin, Isaac Stern, Igor Strawinsky, Carlos Surinach, George Szell, Joseph Szigeti, Virgil Thomson, Edgard Varèse und Bruno Walter.
Weitere Fotos entstanden auf den Reisen, die das Ehepaar unternahm, und auf denen es mit Persönlichkeiten wie Eugene Berman, Pierre Bernac, Janet Flanner, Alberto Moravia, Francis Poulenc und Pablo Picasso zusammentraf.
Plauts Fotografien wurden in verschiedenen Museen ausgestellt, darunter im Museum of Modern Art in New York.

## Auszeichnungen
Fred Plaut erhielt fünf Grammy Awards und sechs weitere Nominierungen.

## Veröffentlichungen
- The Unguarded Moment: A Photographic Interpretation, Englewood Cliffs, New Jersey: Prentice-Hall, 1964 (Digitalisat)

## Nachlass
Plauts Nachlass befindet sich in der Irving S. Gilmore Music Library der Yale University in New Haven, Connecticut.